# CUE (9nineのアルバム)
『CUE』（キュー）は、9nineの4枚目のオリジナルアルバム。2013年3月13日にSME Recordsから発売された。

## 概要
前作「9nine」から約1年ぶりとなるアルバム。「通常盤」のほか、特典としてDVD・特典CDと3枚組の「初回生産限定盤A」、24Pフォトブックレット・DVDが付いた「初回生産限定盤B」の3形態で発売された。

## 音楽性
タイトルの「CUE」とは9nineの"9"という意味のほかに、"きっかけ"という意味で、このアルバムを聴いた人のなにかのきっかけになればという思いが込められている。

## キャンペーン
3月12日は池袋サンシャインシティ、16日にはイオンレイクタウンkaze、17日は大阪・あべのキューズモールでリリースイベントが開催された。

## 先行解禁
「桜、ゆれる」は2013年2月20日放送の『K・WEST ENTAME GENERATION』にて初オンエアされた。
「CANDY」は2013年2月21日放送の『STROBE NIGHT!』にて初オンエアされた。
「I am...」は2013年2月26日放送の『佐武宇綺の宇宙を綺麗にするラジオ』にて初オンエアされた。
その他のアルバム曲も、発売前日である3月12日放送の『佐武宇綺の宇宙を綺麗にするラジオ』にて一斉解禁された。

## 収録曲
1. 流星のくちづけ [5:07]
作詞：市川喜康
作曲：TSUKASA
編曲：ha-j
2. 桜、ゆれる [4:50]
作詞：市川喜康
作曲：加藤裕介
編曲：ha-j
3. colorful [4:33]
作詞：U-ka
作曲：巴川貴裕
編曲：飛内将大
4. I am... [4:32]
作詞：TomoMi
作曲：北川暁・Tomokazu Miura
編曲：Hiroshi Okazaki
5. CANDY [3:24]
作詞・作曲・編曲：tofubeats
6. Sparkling Days [4:24]
作詞：唐沢美帆・原一博
作曲：原一博
編曲：h-wonder
吉井香奈恵ソロ曲。
7. One Kiss [4:10]
作詞：空谷泉身
作曲：IMAGAWA TAKUYA
編曲：飛内将大
8. Precious [4:02]
作詞：恋-REN-・長沼良
作曲：長沼良
編曲：横山裕章
西脇彩華ソロ曲。
9. 3three [3:43]
作詞・作曲・編曲：前山田健一
佐武宇綺・村田寛奈・川島海荷によるユニット曲。
10. White Wishes [5:20]
作詞：小林夏海
作曲：浅利進吾
編曲：ha-j
11. Brave [4:13]
作詞：市川喜康
作曲：加藤裕介
編曲：鈴木雅也
12. SMILE & TEARS [4:19]
作詞：小林夏海
作曲：浅利進吾
編曲：ha-j
13. イーアル!キョンシー feat.好好!キョンシーガール [3:35]
作詞：酒井健作・濱谷晃一
作曲：岩崎太整
編曲：高野政所 a.k.a DJ JET BARON

## 初回特典
初回生産限定盤A
- 特典CD
  1. Cross Over（tofubeats remix）
  2. SHINING☆STAR（tofubeats remix）
  3. 夏 wanna say love U（tofubeats remix）
  4. チクタク☆2NITE（tofubeats remix）
  5. 少女トラベラー（tofubeats remix）
- DVD
  1. 流星のくちづけ（Music Video）
  2. Brave（Music Video）
  3. イーアル!キョンシー feat.好好!キョンシーガール（Music Video）
  4. White Wishes（Music Video）
  5. colorful（Music Video）

初回生産限定盤B
- 24Pフォトブックレット
- DVD
  1. Cross Over（Dance Shot Ver.）
  2. SHINING☆STAR（Dance Shot Ver.）
  3. 夏 wanna say love U（Dance Shot Ver.）
  4. チクタク☆2NITE（Dance Shot Ver.）
  5. 少女トラベラー（Dance Shot Ver.）
  6. 流星のくちづけ（Dance Shot Ver.）
  7. Brave（Dance Shot Ver.）
  8. イーアル!キョンシー feat.好好!キョンシーガール（Dance Shot Ver.）
  9. White Wishes（Dance Shot Ver.）
  10. colorful（Dance Shot Ver.）

各種共通特典
- オリジナルトレカ（全6種）